# 糸文弘
糸 文弘（いと ふみひろ、1931年5月9日 - ）は、日本の映画監督、脚本家、劇作家、演出家である。本名は糸 弘毅（いと ひろき）。1950年代に松竹演劇部に所属して「石井均一座」等の軽演劇・喜劇の作家として活動し、1965年（昭和40年）には映画製作会社LL企画プロダクションの設立に参加して、成人映画の脚本・監督を手がける。その後、劇団三文館を設立、戯曲・演出を手がけてアングラ演劇に転向した。

## 人物・来歴
1931年（昭和6年）5月9日、鹿児島県大島郡名瀬町（のちの同県名瀬市、現在の奄美市）に生まれる。
第二次世界大戦後、5年制の旧制・神奈川県立商工実習学校に進学、同校は1948年（昭和23年）4月1日に新制高等学校に切り替わり、神奈川県立商工高等学校と改称している。1949年（昭和24年）3月、同校を卒業、同年4月、早稲田大学理工学部に進学するも、翌1950年6月、同学を中途退学する。松竹演劇部に入社し、1957年（昭和32年）5月から浅草公園六区等の新興劇団に上演台本を執筆した。軽演劇の劇団「喜劇の王様」、早野凡平らが在籍した「コメディ東京」、石井均が弟子の伊東四朗、財津一郎らと1959年（昭和34年）に結成した「石井均一座」等がそのおもな劇団である。なかでも「石井均一座」の根城は新宿であり、1958年（昭和33年）10月28日に開館した新宿松竹文化演芸場（現在跡地に新宿ピカデリー）を常打ち小屋としていた。1960年（昭和35年）からはテレビ映画の脚本を手がけたという。当時の筆名が不明であり、テレビドラマデータベースでは具体的な該当作品が見当たらない。「石井均一座」の女優、糸美智子との関係は不明。
『日本映画監督全集』には、1961年（昭和36年）に映画製作会社のLL企画（LL企画プロダクション）の設立に参加、とあるが、『日本映画発達史』の田中純一郎によれば、同社の設立は1965年（昭和40年）1月である。『日本映画監督全集』には、同社で成人映画の脚本を執筆、監督を志して1964年（昭和39年）9月に『殺された女』で監督に昇進した旨の記述があるが、日本映画データベース等の資料では同作の監督は南部泰三であり、渡辺護によれば、同作の監督は南部泰三であり、正しいタイトルは『殺られた女』、渡辺が初めて成人映画の助監督を務めた作品であるという。デジタル・ミームが所蔵する80分の16mmフィルム版上映用プリントのタイトルは『殺られた女』であり、監督は南部泰三とクレジットされている。『日本映画監督全集』では、1965年1月公開の『色じかけ』を糸の作品一覧に挙げているが、日本映画データベース等の資料では同作の監督は南部泰三である。1964年 - 1965年の期間、南部の第八芸術映画プロダクション（1949年設立）で脚本を書いていたことは明らかで、1965年4月に公開された南部の監督作『女こまし SUKEKOMASI』の東京国立近代美術館フィルムセンター所蔵プリントには、同作の脚本として糸の名がクレジットされている。1965年4月公開の『色ざんげ』は、第八芸術映画プロダクションが製作した作品であり、いずれの資料も糸が監督であるとしている最初の作品である。
田中純一郎は、『日本映画発達史』のなかで成人映画黎明期のおもな脚本家・監督として、若松孝二、高木丈夫（本木荘二郎の変名）、南部泰三、小林悟、新藤孝衛、小川欽也、小森白、山本晋也、湯浅浪男、宮口圭、深田金之助、藤田潤一、小倉泰美、浅野辰雄、渡辺護、片岡均（水野洽の変名）、福田晴一とともに、糸の名を挙げている。糸は、1966年（昭和41年）2月に公開された『豊原路子の体当りマンハント旅行』で原作者の豊原路子を主演に起用したほか、一星ケミ（一星けみ）の公式なデビュー作『新妻のあやまち』（同年5月10日公開）を監督している。
糸がLL企画で映画を監督したのは、同年6月7日に公開された『女が指を咬むとき』（主演内田高子）までであり、次に監督した作品は1967年（昭和42年）1月31日に公開された『現代の恐怖』で、同作は東通商映画部が製作、関東ムービー配給社が配給した。1968年（昭和43年）2月16日には、糸が新たに結成した喜劇の劇団「劇団三文館」が、新宿にあった「実験小劇場モダンアート」（新宿区新宿2丁目12番7号、1967年 - 1987年）で『天使の味』を上演しており、同作の作・演出を糸が行った。糸は同館の企画室代表を務め、同館では「アングラ・ヌード」を売り物にした。以降、同劇団の活動に重点を置き、1969年（昭和44年）1月に公開された『歪んだ夜』を最後に映画界を去った。1980年代以降の消息は不明である。

## フィルモグラフィ
特筆以外のクレジットはすべて「監督」である。東京国立近代美術館フィルムセンター（NFC）等の所蔵状況についても記す。
- 『殺された女』[1][11][9]（『殺られた女』[12]） : 主演南里洋子、製作第八芸術映画プロダクション、配給映画日本新社、1964年9月公開[1]（10月公開とも[11]、成人映画・映倫番号 13740） - 監督[1]（南部泰三とも[11][9][12]）、80分の16mmフィルム版上映用プリントをデジタルミームが所蔵[12]
- 『色じかけ』 : 主演芦原しのぶ、製作高千穂映画、1965年1月公開（成人映画・映倫番号 13845） - 監督[1][11]（南部泰三とも[9][11]）

- 『女こまし SUKEKOMASI』[8]（『女こまし』） : 製作井上猛夫、企画黒木啓介、監督南部泰三、主演真杉美恵子、製作第八芸術映画プロダクション、配給センチュリー映画社、1965年4月公開（成人映画・映倫番号 13943） - 脚本、76分の上映用プリントをNFCが所蔵、80分の16mmフィルム版上映用プリントをデジタルミームが所蔵[12]
- 『色ざんげ』 : 製作高木悟郎、企画井上猛夫、主演高美マリ、製作第八芸術映画プロダクション、配給センチュリー映画社、1965年4月公開（成人映画・映倫番号 13944） - 監督[5]、60分の16mmフィルム版上映用プリントをデジタルミームが所蔵[12]
- 『愛撫』 : 製作井上猛夫、企画黒木啓介、主演高美マリ、製作LL企画プロダクション、配給センチュリー映画社、1965年6月公開（成人映画・映倫番号 14045） - 監督、80分の16mmフィルム版上映用プリントをデジタルミームが所蔵[12]
- 『快楽』[3]（『手錠と快楽』[1]） : 企画井上猛夫、主演南たまき、製作LL企画、配給センチュリー映画社、1965年8月公開（9月公開とも、成人映画・映倫番号 14104） - 監督・深井俊彦と共同で脚本
- 『乳ぼくろ』 : 主演内田高子、製作LL企画、配給関東ムービー配給社、1965年9月7日公開（成人映画・映倫番号 14141） - 監督・財満四郎と共同で脚本
- 『愛欲の白い肌』 : 原作豊島一夫、主演岡本弘子、製作LL企画、配給関東ムービー配給社、1965年10月26日公開（成人映画・映倫番号 14199） - 監督・脚本
- 『妄ら花』[3]（『妾ら花』[11]『淫ら花』[1]） : 企画いしど淳、主演岡本弘子、製作LL企画、1965年11月公開（成人映画・映倫番号 14258） - 監督・脚本
- 『裸身』 : 主演浜裕子、製作LL企画、1966年1月公開（成人映画・映倫番号 14322） - 監督・脚本
- 『豊原路子の体当りマンハント旅行』[3]（『体当りマンハント旅行』） : 脚本豊原路子・いしど淳、主演豊原路子、製作オスカープロモーション、1966年2月公開（成人映画・映倫番号 14415）
- 『新妻のあやまち』 : 主演内田高子・一星けみ（一星ケミ）、製作LL企画（オスカープロモーション）、配給関東ムービー配給社、1966年5月10日公開（成人映画・映倫番号 14472） - 監督・脚本
- 『女が指を咬むとき』 : 主演内田高子、製作LL企画プロダクション、配給関東ムービー配給社、1966年6月7日公開（成人映画・映倫番号 14538） - 監督・脚本
- 『現代の恐怖』 : 製作東通商映画部、配給関東ムービー配給社、1967年1月31日公開（成人映画・映倫番号 14640）
- 『歪んだ夜』[4][5]（『歪んだ性』[1]） : 製作東興企業、1969年1月公開（成人映画・映倫番号 不明）

## テアトログラフィ
早稲田大学演劇博物館データベース等を参考にした糸の作あるいは演出した演劇の一覧。
- 『天使の味』 : 劇団三文館、実験小劇場モダンアート、1968年2月16日 - 同29日 - 作・演出
- 『白樺学校』 : 劇団三文館、実験小劇場モダンアート、日程不詳 - 作・演出
- 『泥色の夜』 : 劇団三文館、実験小劇場モダンアート、日程不詳 - 作・演出
- 『セックス考現学』 原作大山人士、劇団三文館、実験小劇場モダンアート、日程不詳 - 脚色・演出
- 『骨餓身峠死人葛』 : 作野坂昭如、劇団三文館、俳優座劇場、1975年9月2日 - 同7日 - 演出
- 『六号室の女』 : 演出笹生昭、劇団三文館、1977年 - 作
- 『女房を殺そう』 : 劇団三文館、自由劇場、1979年 - 作・笹生昭と共同演出

## ビブリオグラフィ
国立国会図書館蔵書による糸の論文・エッセイ等の一覧。
- 「敢て私は叫ぶ」糸弘毅 : 『海員』第2巻第8号通巻12号所収、全日本海員組合、1950年7月発行、p.15.
- 戯曲『赤い檻』 : 『大衆文芸』第28巻第8号所収、新鷹会、1968年9月発行、p.60-66.
- 巻頭随筆「酒は涙か……」 : 『ゆく春』第46巻第8号所収、ゆく春発行所、1973年8月発行、p.4-5.
- 随筆「秋来たれども」 : 『ゆく春』第52巻第10号所収、ゆく春発行所、1979年10月発行、p.3-4.
- 随筆「俳人受難」 : 『ゆく春』第55巻第4号所収、ゆく春発行所、1982年4月発行、p.2-3.